# Březůvka
Březůvka (polsky Brzezówka) je vesnice v jižním Polsku ve Slezském vojvodství v okrese Těšín v gmině Hažlach. Leží na území Těšínského Slezska na řece Schodnici. Podle sčítání lidu v roce 2011 zde žily 662 osoby, rozloha obce činí 4,6 km².
Jedná se o malou zemědělskou vesnici s rozptýlenou zástavbou. Probíhá tudy okresní silnice z Hažlachu do Pohvizdova. Do zastávky Brzezówka OSP (Březůvka zbrojnice) dojíždějí vybrané spoje linky č. 30 těšínské MHD.